# Desire (serie de televisión)
Sponsor (en hangul, 스폰서; romanización revisada, Seuponseo) es una serie de televisión es una serie de televisión surcoreana transmitida del 23 de febrero de 2022 al 6 de abril de 2022 por medio de IHQ.

## Sinopsis
La serie sigue a dos hombres y dos mujeres, que corren como una locomotora desbocada hacia diferentes deseos, incluidos el éxito, la venganza, los hijos y el amor.

## Reparto

### Personajes principales
- Lee Ji-hoon como Lee Sun-woo, un fotógrafo y editor de una revista famosa. Aunque tiene una imagen amable con una sonrisa suave que puede derretir los corazones de las personas, también tiene un gran deseo de venganza en el fondo.[5][6]
- Han Chae-young como Han Chae-rin, la adinerada y hermosa directora ejecutiva de una empresa de productos de belleza. Aunque parece que no carece en nada, en realidad se siente sola por dentro, por lo que continuamente anhela el amor.[7][8] Comienza una relación con Hyun Seung-hoon.[9][10]
- Ji Yi-soo como Park Da-som, una mujer ambiciosa recién casada que vive en la pobreza y que tiene un hijo que padece una enfermedad rara e incurable, por lo que se obsesiona para salvarlo a toda costa y hará cualquier cosa por el éxito. Mantuvo una relación con Hyun Seung-hoon.[11][12][13]
- Koo Ja-sung como Hyun Seung-hoon, un aspirante a modelo.[14] Dedicó su vida al fútbol pero tuvo que renunciar debido a una lesión por lo que ahora se dedica a trabajar día y noche para asegurar la supervivencia de su familia.[15] Estuvo casado con Park Da-som y poco después inicia una relación con Han Chae-rin.[16][17]

### Personajes secundarios
- Kim Yoon-seo como Hyun Seung-ji, la hermana mayor de Hyun Seung-hoon.
- Park Geun-hyung como Presidente Park, el padre de David Park y presidente del grupo chaebol, es una persona carismática que abruma a su oponente de inmediato. Tiene una relación comercial amistosa con Han Chae-rin.[18]
- Kim Jung-tae como David Park, un famoso fotógrafo de primer nivel con una sólida formación y una nitidez única como hijo de una familia chaebol.[19][20]
- Lee Yoon-mi como Joo-ah, la exesposa de David Park y directora ejecutiva de una tienda dirigida a funcionarios de alto rango y celebridades. A pedido de Han Chae-rin, está a cargo de peinar a Hyun Seung-hoon ayudándolo a convertirse en un top modelo.
- Kim Hee-jung como Park Da-hye, la hermana menor de Park Da-som y empleada del equipo de desarrollo de productos de belleza.[21]
- Seo Woo-jin como Hyun Jin-young.
- Jang Min-kyu como Han Yoo-min, el hermano menor de Han Chae-rin.[22]
- Kim Kang-hyun como Kang-hyun, un investigador privado.
- Lee Na-ra como Ji-na.
- Jo Hyo-in como Joo Young-chan, un joven modelo ambicioso de Runway Homme Fatale.

### Otros personajes
- Ahn Jong-min como Kang Hyun-chul, un juez de Runway Homme Fatale (Ep. 1).
- Joo Young-hoon como Joo Young-hoon un juez de Runway Homme Fatale (Ep. 1).
- Yang Hye-jin como la cuidadora de Ji-na (Ep. 1).
- Jung Young-hoon como un entrenador de Runway Homme Fatale (Ep. 1).
- Kim Ro-sa como una CEO.
- Shin Min-soo como el padre de Lee Sun-woo (Ep. 1).
- Jung Chan-woo como el asambleísta Kim (Ep. 6-7).
- Yook Mi-ra como la amiga de la presidenta Lee (Ep. 6).
- Song Kyung-hwa como la presidenta Oh (Ep. 6).
- Kim Han-joon como Oh Hyung Gab, un doctor (Ep. 7).

### Apariciones especiales
- Park Joon-geum como la presidenta Lee
- Eru (Jo Seong-hyeon) como Michael.

## Episodios
La serie está conformada por doce episodios, los cuales son emitidos todos los lunes y martes a las 10:30 en huso horario de Corea (KST).
Aunque originalmente la serie sería estrenada el 29 de noviembre de 2021, el 26 de noviembre IHQ anunció que el estreno de la serie había sido pospuesto hasta febrero de 2022. También es emitida en conjunto con MBN.

### Índice de audiencia
Los números en color rojo indican las calificaciones más bajas, mientras que los números en azul indican las calificaciones más altas.
| Episodio | Fecha de emisión      | Participación de audiencia (Nielsen Korea) |
| Episodio | Fecha de emisión      | Nacional                                   |
| -------- | --------------------- | ------------------------------------------ |
| 1        | 23 de febrero de 2022 | 1.2 %                                      |
| 2        | 24 de febrero de 2022 | 1.4 %                                      |
| 3        | 2 de marzo de 2022    | 1.1 %                                      |
| 4        | 3 de marzo de 2022    | 1.2 %                                      |
| 5        | 10 de marzo de 2022   | 1.2 %                                      |
| 6        | 16 de marzo de 2022   | 0.9 %                                      |
| 7        | 17 de marzo de 2022   | 0.9 %                                      |
| 8        | 23 de marzo de 2022   | 0.5 %                                      |
| 9        | 24 de marzo de 2022   | 1.2 %                                      |
| 10       | 30 de marzo de 2022   | 0.5 %                                      |
| 11       | 30 de marzo de 2022   | 0.9 %                                      |
| 12       | 6 de abril de 2022    | 0.931 %                                    |
| Promedio | %                     | %                                          |

## Banda sonora
La banda sonora de la serie es distribuida por Kakao Entertainment.
| N.º | Título    | Artista      | Duración |  |
| 1.  | «Pray»    | KLANG (클랑) |          |  |
| 2.  | «Fantasy» | Wheesung     |          |  |

## Producción
La dirección está a cargo de Lee Cheol (이철), quien cuenta con los guionistas Han Hui-jeung y Lee Joo-hee. Inicialmente la serie iba a ser dirigida por Kwak Gi-won (곽기원) quien contaría con el guionista Park Kye-hyung (박계형), sin embargo en noviembre de 2021 se anunció que  habían sido reemplazados, después de que el equipo de producción decidiera hacer el cambio, señalando que el escritor no estaba realizando los cambios solicitados.
Originalmente la serie era conocida como Desire (욕망), sin embargo después del cambio de director y escritor, la serie fue renombrada a Sponsor.
Las filmaciones fueron realizadas en 2021.

### Distribución internacional
La serie también es internacionalmente.